# Nigel Godrich
Nigel Timothy Godrich (Londra, 28 febbraio 1971) è un produttore discografico e polistrumentista inglese. È principalmente noto per il suo lavoro con la band alternative rock inglese Radiohead, al punto da essere a volte considerato il sesto membro della band. Ha inoltre collaborato come produttore o ingegnere acustico con Paul McCartney, Travis, Beck, Ultrasound, Jason Falkner, Charlotte Gainsbourg, Pavement, Brazzaville, AIR, Natalie Imbruglia, The Sundays, U2, Gianna Nannini, Siouxsie and the Banshees, Warpaint, Divine Comedy, Roger Waters e R.E.M... È il tastierista degli Atoms for Peace e membro degli Ultraísta.

## From the Basement
Nel Settembre del 2006 è stato annunciato che Godrich, insieme ai produttori Dilly Gent, James Chads e John Woollcombe, stava iniziando a girare la serie musicale From the Basement nei Maida Vale Studios di Londra.
La serie mostra delle performance di diversi artisti intenti a suonare in uno studio, senza la presenza di un presentatore o di un pubblico.
Tra i tanti musicisti che vi hanno partecipato ci sono stati Thom Yorke, Radiohead, The White Stripes, Beck, Sonic Youth, PJ Harvey, Iggy Pop and the Stooges, Fleet Foxes.

## Premi
Nel 2000 Nigel Godrich vinse un Grammy Award nella categoria "miglior album di musica alternativa dell'anno" ("Best Alternative Music Album") e ricevette la nomination nella categoria "album dell'anno" ("Album of the Year") per Kid A dei Radiohead; nel 2003 ricevette un altro Grammy, questa volta al "produttore di musica non classica dell'anno" ("Producer of the Year, Non-Classical") per Hail to the Thief, un altro album dei Radiohead.